# 世界社会主義運動
世界社会主義運動（せかいしゃかいしゅぎうんどう、英:World Socialist Movement）は、現存する世界最古の社会主義政党であるイギリス社会党 (SPGB)（1905年創立）を中心とする革命組織である。
世界社会主義運動は、1917年のロシア革命を、ブルジョワ革命と規定し、ソ連およびその他のいわゆる社会主義諸国も、資本主義国家とみなす。
世界社会主義運動には、指導者はいない。指導と被指導の関係は不可避的に非民主的であると考えるからである。
世界社会主義運動は、さまざまな社会運動に参加しない。社会主義革命以外の運動はすべて改良主義であると考えるからである。
世界社会主義運動に参加している政党はニュージーランドの世界社会党、アメリカ合衆国の米国世界社会党、インド世界社会党、カナダ社会党などがあり、オーストラリア、アイルランドにも存在する。